# 구도 (소안면)
구도(鳩島)는 전라남도 완도군 소안면 구도리에 있는 섬이다. 2009년 기준 28 세대 79명이 거주하였으나 2014년 27세대로 줄었다. 바로 이웃한 노화도와 다리로 연결되어 있다.
구도는 주변의 다른 섬들과 함께 리아스식 해안을 이룬다. 이는 중생대에 형성된 각종 화성암들이 경동운동을 통해 침하하며 생긴 것이다. 구도는 대부분 중성화산암류로 형성되어 있다.
고구마 등의 구근 작물과 보리, 콩, 배추, 파 등을 재배하지만 자급할만한 양이 나오지는 않아 주민들은 농업과 함께 양식과 어로로 생계를 유지한다. 연중 멸치 어장이 형성되어 있고, 과거에는 김 양식이 주를 이루었으나 최근 전복 양식이 활발하다.